# Norbert Hrnčár
Norbert Hrnčár (* 9. června 1970, Nitra) je bývalý slovenský fotbalový záložník a reprezentant. Působí jako trenér, od ledna 2025 v MFK Ružomberok. Jako hráč působil mimo Slovensko (respektive Československo) na klubové úrovni v Rakousku. Jeho oblíbeným týmem je anglický Liverpool FC.

## Hráčská kariéra
Svoji hráčskou kariéru začal v FC Nitra, odkud v průběhu mládeže přestoupil do FK Janíkovce. V roce 1990 zamířil zpět do Nitry. Po čase se stal kmenovým fotbalistou FK Spartak Vráble. Následně působil v FK Dukla Banská Bystrica a poté se vrátil podruhé do Nitry. Před sezonou 1996/97 podepsal kontrakt s MŠK Žilina, odkud přestoupil do ŠK Slovan Bratislava. V roce 1999 vyhrál jako kapitán s týmem 1. slovenskou ligu. V létě 2004 ukončil svoji profesionální kariéru. Poté rok hrál jako amatér za rakouský tým UFC Pamhagen.

## Ligová bilance
| Ročník                                   | Zápasy | Góly | Klub                     |
| ---------------------------------------- | ------ | ---- | ------------------------ |
| 1. československá fotbalová liga 1990/91 | 1      | 0    | Plastika Nitra           |
| Corgoň liga 1993/94                      | 27     | 3    | FK Dukla Banská Bystrica |
| Corgoň liga 1995/96                      | 31     | 8    | FC Nitra                 |
| Corgoň liga 1996/97                      | 28     | 2    | MŠK Žilina               |
| Corgoň liga 1997/98                      | 23     | 3    | MŠK Žilina               |
| Corgoň liga 1998/99                      | 29     | 9    | ŠK Slovan Bratislava     |
| Corgoň liga 1999/00                      | 29     | 4    | ŠK Slovan Bratislava     |
| Corgoň liga 2000/01                      | 30     | 10   | ŠK Slovan Bratislava     |
| Corgoň liga 2001/02                      | 29     | 2    | ŠK Slovan Bratislava     |
| Corgoň liga 2002/03                      | 19     | 1    | ŠK Slovan Bratislava     |
| Corgoň liga 2003/04                      | 19     | 1    | ŠK Slovan Bratislava     |
| LIGA CELKEM                              | 265    | 43   |                          |

## Trenérská kariéra
Trenérskou kariéru zahájil v roce 1993 v týmu FK Rača, kde byl asistentem trenéra prvního týmu. Následně odešel do ŠK Slovan Bratislava. V klubu nejprve trénoval jako hlavní kouč dorost a poté byl asistentem u prvního mužstva. V roce 2009 zamířil do FK Senica, kde vykonával stejnou funkci. Na jaře 2010 byl asistentem týmu FC Petržalka 1898. V roce 2010 se stal hlavní koučem FK Dukla Banská Bystrica. V říjnu 2014 byl od týmu odvolán a před ročníkem 2015/16 se stal trenérem TJ Spartak Myjava. V létě 2016 převzal jako kouč klub MFK Ružomberok. Ružomberok vedl v předkolech Evropské ligy UEFA 2017/18.